# Gotlands runinskrifter 120
Runinskrift G 120 är en medeltida runinskrift i Anga kyrka och Anga socken på Gotland.
Runexten som är målad på långhusets östra, murade vägg och norr om portalen mot koret, ristades året 1280 när kyrkan var nybyggd. Den är signerad av en runmästare med namnet Hallvar, som sannolikt även skapat ristningen G 119 på långhusets norra vägg.
Ristningen på G 120 består av tre horisontella runband placerade kant i kant på den vitrappade väggen och den från runor översatta inskriften lyder enligt nedan:

## Inskriften
Translitterering av runraden:
þaun : litu : gera : limnink : þisa : fyriʀ : liknuiþaʀ : sial ok fyriʀ : botliknaʀ sial tygia : syskyna sialiʀ haluarþr : gerþi : han : iʀ s͡kultr minas : þaiʀa
Normalisering till äldre fornsvenska:
Þaun letu gæra limning þessa fyriʀ Liknviðaʀ sial ok fyriʀ Botliknaʀ sial, tvæggia systkina sialiʀ. Hallvarðr gærði. Hann eʀ skyldr minnas þæiʀa.
Översättning till nusvenska:
De lät göra denna målning för Lindkvids själ, två lyckosamma syskon, Hallvard gjorde. Han är skyldig att minnas dem.